# 1992년 하계 올림픽 연합 선수단
1992년 하계 올림픽 연합 선수단(카탈루냐어: Equip Unificat)은 1992년 7월 25일부터 8월 9일까지 스페인 바르셀로나에서 열린 제25회 하계 올림픽에 참가했다. 1991년에 소련이 해체되어 이미 독립한 리투아니아, 라트비아, 에스토니아를 제외한 12개 국가들(러시아, 우크라이나, 벨라루스, 우즈베키스탄, 카자흐스탄, 조지아, 아제르바이잔, 몰도바, 키르기스스탄, 타지키스탄, 아르메니아, 투르크메니스탄) 출신의 선수들로 구성되어 있다.

## 같이 보기
- 1992년 동계 올림픽 연합 선수단